# Берлот, Гашпер
Гашпер Берлот (словен. Gašper Berlot, род. 6 августа 1990 года в Веленье) — словенский двоеборец, участник Олимпийских игр в Ванкувере.
В Кубке мира Берлот дебютировал в 2009 году, в январе 2009 года первый раз попал в тридцатку лучших на этапе Кубка мира. Всего на сегодняшний момент имеет 7 попаданий в тридцатку лучших на этапах Кубка мира, все в личных соревнованиях. Лучшим достижением в итоговом зачёте Кубка мира для Берлота является 66-е место в сезоне 2009-10.
На Олимпиаде-2010 в Ванкувере стартовал в двух дисциплинах: 37-е место в соревнованиях с нормального трамплина + 10 км и  так же 37-е место в соревнованиях с большого трамплина + 10 км.
За свою карьеру участвовал в одном чемпионате мира, на чемпионате мира - 2009 в Либереце стартовал в трёх гонках, лучший результат 26-е место в соревнованиях на большом трамплине + 10 км.
Использует лыжи производства фирмы Elan.